# Гистаминовый рецептор
Гистаминовые рецепторы — класс рецепторов, сопряжённых с G-белком (GPCR), которые связывают гистамин в качестве основного эндогенного лиганда. Относятся к интегральным мембранным белкам.
Известно 4 разновидности гистаминовых рецепторов:
- H1-рецептор
- H2-рецептор
- H3-рецептор
- H4-рецептор

## Сравнение рецепторов
| Рецептор | Механизм    | Функции | Антагонисты                                                                                                 | Использование антагонистов | Локализация в организме |
| -------- | ----------- | --- | --- | --- | --- |
| H1       | Gq          | - сокращение подвздошной кишки - модулирование циркадного ритма - зуд - системная вазодилатация (косвенный эффект за счёт увеличения продукции молекул NO) - бронхоконстрикция (бронхиальная астма, индуцированная аллергией (астма аллергического генеза)) | - Антагонисты H1-гистаминового рецептора - Дифенгидрамин - Лоратадин - Цетиризин - Фексофенадин - Клемастин | - Противоаллергенные средства - тошнота (морская, воздушная болезнь, вызванная нарушением вестибулярного аппарата) - расстройства сна                                                                                            | По всему телу, особенно в: - Гладкие мышцы - эндотелиальные клетки сосудов (клетки стенок кровеносных сосудов) - мозговое вещество надпочечников - сердце - головной мозг - спинной мозг |
| H2       | Gs ↑ цАМФ2+ | - ускорение синусового ритма - стимуляция секреции желудочного сока - релаксация гладкой мышцы - ингибирование синтеза антител, пролиферация Т-клеток и продуцирование цитокинов                                                                            | - Антагонисты H2-гистаминового рецептора - Ранитидин - Циметидин - Фамотидин - Низатидин                    | Препараты, снижающие секрецию соляной кислоты - Язвенная болезнь - Стрессовые язвы - Гастроэзофагеальная рефлюксная болезнь (ГЭРБ) - Диспепсия - Аспирационная пневмония                                                         | - Париетальные клетки желудка - гладкие мышцы - тучные клетки - нейтрофилы - сердце - матка                                                                                              |
| H3       | Gi          | - Снижение выделения ацетилхолина, серотонина и норадреналина в ЦНС - Пресинаптическая авторецепция | - Антагонисты H3-гистаминового рецептора - ABT-239 - Ципроксифан - Клобенпропит - Тиоперамид                | Препараты, усиливающие когнитивную деятельность (за счёт синтеза нейромедиаторов: ацетилхолина, серотонина, дофамина итд.) - Нарколепсия - Болезнь Альцгеймера - Синдром дефицита внимания и гиперактивности (СДВГ) - Шизофрения | - Таламус - хвостатое ядро - кора головного мозга - тонкая кишка - яички - предстательная железа                                                                                         |
| H4       | Gi          | - опосредованный хемотаксис тучных клеток | - Антагонисты H4-гистаминового рецептора - Тиоперамид - JNJ 7777120                                         | По состоянию на октябрь 2023 года клинического применения не существует. Потенциальное использование включает: - ревматоидный артрит - бронхиальная астма - аллергический ринит - атопический дерматит - зуд                     | - Иммунная система - лимфоциты - лейкоциты - Лимфоидные органы - тимус - селезенка - печень - желудочно-кишечный тракт (ЖКТ) - поджелудочная железа - жёлчные протоки                    |

Существует несколько сплайсинговых вариантов H3-рецептора, присутствующих у разных видов. Хотя все рецепторы представляют собой рецепторы, связанные с 7-спиральным трансмембранным G-белком (GPCR), H1- и H2-рецепторы по своей активности сильно отличаются от H3 и H4. H1 вызывает усиление гидролиза фосфатидилинозитолфосфата PIP2, H2-рецептор стимулирует секрецию желудочной соляной кислоты, а H3 опосредует ингибирование гистамина по принципу обратной связи.